# Briana Guillory
Briana Guillory (* 21. November 1997 in Antioch, Kalifornien) ist eine ehemalige US-amerikanische Leichtathletin, die sich auf den Sprint spezialisiert hat. Ihren größten sportlichen Erfolg feierte sie mit dem Gewinn der Goldmedaille in der 4-mal-400-Meter-Staffel bei den NACAC-Meisterschaften 2018 in Toronto.

## Sportliche Laufbahn
Briana Guillory wuchs in Kalifornien auf und studierte von 2016 bis 2019 an der University of Iowa. 2018 startete sie mit der US-amerikanischen 4-mal-400-Meter-Staffel bei den NACAC-Meisterschaften in Toronto und siegte dort in 3:26,08 min gemeinsam mit Jasmine Blocker, Kiana Horton und Courtney Okolo. Nach Abschluss ihres Studiums beendete sie ihre aktive sportliche Karriere im Alter von nur 21 Jahren.

## Persönliche Bestzeiten
- 200 Meter: 22,95 s (+0,7 m/s), 15. Mai 2016 in Lincoln
- 400 Meter: 51,30 s, 23. Juni 2018 in Des Moines
  - 400 Meter (Halle): 51,68 s, 10. März 2018 in College Station